# Усамљеник са Родригеза
Усамљеник са Родригеза (лат. Pezophaps solitaria) је изумрла врста птице нелетачице из породице голубова (Columbidae). У сродству је са додоом, са којим се раније издвајао у засебну породицу. Насељавао је острво Родригез близу Маурицијуса. Узроци изумирања усамљеника са Родригеза су лов и доношење мачака на острво.